# Sarābekām
Sarābekām (persiska: سَرابِ كام, سرابکام, Sarāb-e Kām) är en ort i Iran.   Den ligger i provinsen Kurdistan, i den nordvästra delen av landet, 400 km väster om huvudstaden Teheran. Sarābekām ligger 1 489 meter över havet och antalet invånare är 173.
Terrängen runt Sarābekām är huvudsakligen kuperad, men åt sydost är den platt.Runt Sarābekām är det ganska tätbefolkat, med 185 invånare per kvadratkilometer. Närmaste större samhälle är Kāmyārān, 12,0 km öster om Sarābekām. Trakten runt Sarābekām består till största delen av jordbruksmark.